# دهه ۸۶۰ (پیش از میلاد)
دهه ۸۶۰ (پیش از میلاد) ۸۶مین دهه قبل از مبدا شروع تقویم میلادی است.